# 室井庸一
室井 庸一（むろい のぶかず、1924年2月7日 - 2005年10月1日）は、日本のフランス文学者。中央大学名誉教授。スタンダールが専門。

## 生涯
茨城県生まれ。1948年東京帝国大学文学部仏文科卒。1950年同大学院修士課程中退。1951年法政大学専任講師、助教授、中央大学文学部助教授、1965年教授、1994年定年、名誉教授。

## 著書
- 『スタンダールの世界所有 愛惜の論理と運動』中央大学出版部 1971
- 『スタンダール評伝』読売新聞社 1984

- 『愛に生きたフランス女流作家たち』辻昶と共編 三省堂選書 1982

### 翻訳
- カミーユ・メイラン『涙と光 フランスの悲劇 ナチによる史上最大の虐殺』三笠書房 1956
- ジョルジュ・デュアメル「天上生活回想」『世界文学大系〈59〉 デュアメル モーリアック マルロオ』筑摩書房 1961
- マルセル・エイメ「偽警官・恩寵」『世界文学全集 20世紀の文学〈37〉』集英社 1966
- ゴビノー「アデライード」『澁澤龍彦文学館 6』筑摩書房 1990

### 記念論文集
- 『フランス文学研究 室井庸一中央大学教授退職記念論文集』室井庸一中央大学教授退職記念論文集編集委員会 1994

## 論文
- 室井庸一